# Dornheim (Schmallenberg)
Dornheim ist ein Ortsteil der Stadt Schmallenberg in Nordrhein-Westfalen.

## Geografie

### Lage
Dornheim liegt etwa vier Kilometer westlich des Schmallenberger Ortsteils Bödefeld. Nordwestlich erhebt sich der Ehrenberg (621,6 m) und südsüdöstlich die Bracht (725,7 m). Durch die Ortschaft fließt die Doorne (Dornheimer Bach) als Zufluss der Kleinen Henne. Ums Dorf liegt das Landschaftsschutzgebiet Offenlandbereiche um Dornheim.

### Nachbarorte
Angrenzende Orte sind Hanxleden, Föckinghausen, Kirchrarbach, Bonacker und Westernbödefeld.

## Geschichte
Das Dorf gehörte bis zur kommunalen Gemeindereform zur Gemeinde Rarbach. Am 1. Januar 1975 wurde Dornheim ein Ortsteil von Schmallenberg.

## Religion

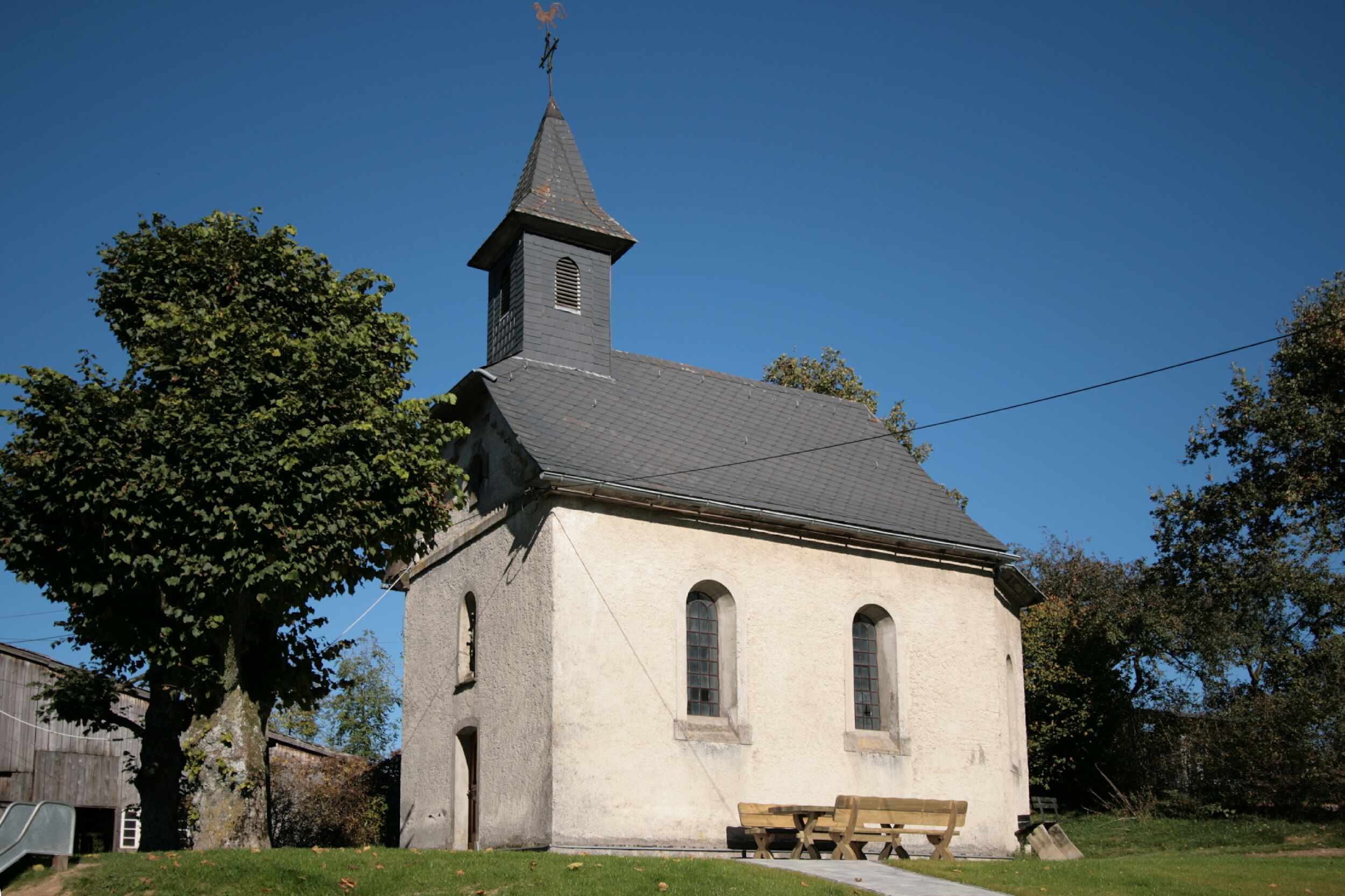
St. Hubertuskapelle Dornheim

Im Dorf steht die 1892 erbaute Kapelle St. Hubertus.

## Persönlichkeiten aus Dornheim
- Theresia Albers (* 5. August 1872 in Dornheim; † 21. Januar 1949 in Hattingen-Bredenscheid) war eine Lehrerin und Ordensgründerin.